# アルハンガイ県
アルハンガイ県（アルハンガイけん、モンゴル語: Архангай аймаг, ᠠᠷᠤᠬᠠᠩᠭᠠᠢ
ᠠᠶᠢᠮᠠᠭ）は、モンゴル国の県（アイマク）の一つ。県庁所在地はツェツェルレグ市である。総面積55,000平方キロ。県内には、約24,000世帯、99,000人ほどが住んでいる。

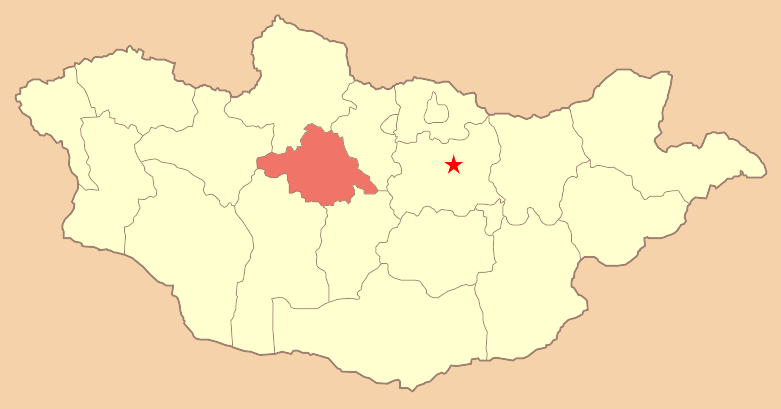
アルハンガイ県の位置

## 県の概要・自然
モンゴル国中央部、ハンガイ山脈の北側に位置することから「後/北(アル)」ハンガイの名称がある県である。人口は9万3000人。
ハンガイ山脈の山地、森林、平原地帯からなるため、県の全土は海抜1200～3600mである。アルハンガイ県は酪農製品が盛んで、モンゴル国で最も美しい地域である。

## 行政区分

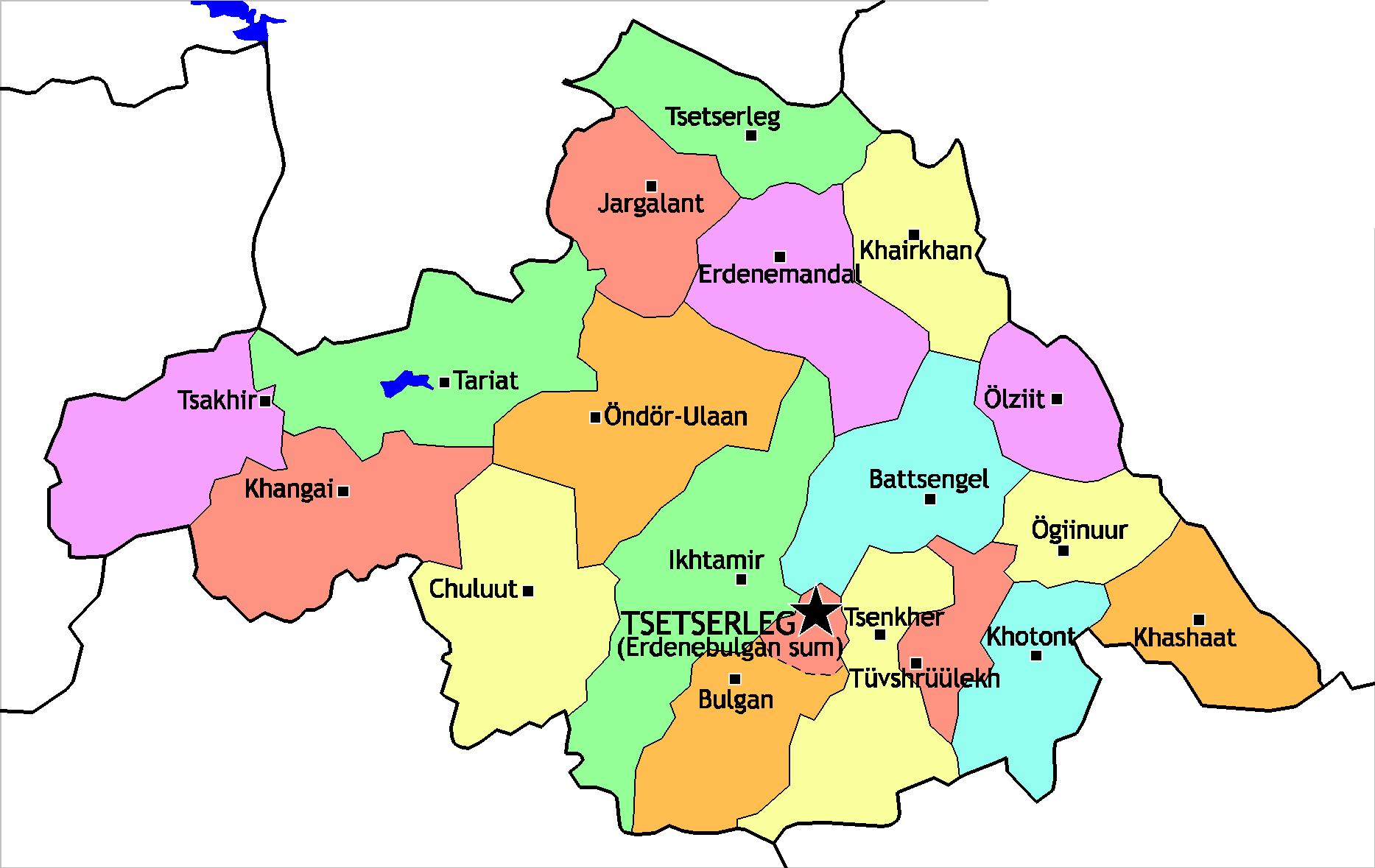
アルハンガイ県の行政区分

県内には19のソム、99のバグがある。
1. バトツェンゲル郡（モンゴル語版、英語版） (Battsengel)
2. ボルガン郡（モンゴル語版、英語版） (Bulgan)
3. ジャルガラント郡（モンゴル語版、英語版） (Jargalant)
4. イフ・タミル郡（モンゴル語版、英語版） (Ikh-Tamir)
5. オギーノール郡（モンゴル語版、英語版） (Ögii nuur)
6. オルズィート郡（モンゴル語版、英語版） (Ölziit)
7. オンドゥル-オラーン郡（モンゴル語版、英語版） (Öndör-Ulaan)
8. タリアト郡（モンゴル語版、英語版） (Tariat)
9. ツァヒル郡（モンゴル語版、英語版） (Tsakhir)
10. トゥブシルーレフ郡（モンゴル語版、英語版） (Tüvshrüülekh)
11. ハイルハン郡（モンゴル語版、英語版） (Khairkhan)
12. ハンガイ郡（モンゴル語版、英語版） (Hangai)
13. ハシャート郡（モンゴル語版、英語版） (Khashaat)
14. ホトント郡（モンゴル語版、英語版） (Khotont)
15. ツェンヘル郡（モンゴル語版、英語版） (Tsenkher)
16. ツェツェルレグ郡（モンゴル語版、英語版） (Tsetserleg)
17. ツェツェルレグ市 (Erdenebulgan District)
18. チョロート郡（モンゴル語版、英語版） (Chuluut)
19. エルデネマンダル郡（モンゴル語版、英語版） (Erdenemandal)

## 観光地
- ザヤ・ゲゲン寺(ザヤイン・ゲゲーニー・フレー)：1697年に開設されたモンゴルの古刹。
- タイハル石：アルハンガイ県イフ・タミル郡の北部にある巨石。タイハル石には数千年の歴史を述べる岩画、部族の印、様々な言語の文字が書かれている。

## 著名人物
- 逸ノ城駿（元大相撲力士）

## 参考資料
- (県の紹介シリーズ1)観光に最適なアルハンガイ県